# Sockel 940
Der Sockel 940 ist ein Prozessorsockel für AMDs Serverprozessorserie AMD Opteron und für die ersten beiden Athlon-64-FX-Prozessoren FX-51 und FX-53.
Sockel 940 war der erste Sockel für AMDs K8-Prozessoren. Mit ihm wurde HyperTransport, ein Punkt-zu-Punkt-Protokoll für die Prozessoranbindung, eingeführt.
Sockel 940 ist für Server, Workstations und High-End-PCs vorgesehen und bietet eine zweikanalige Speicheranbindung für Registered DDR-SDRAM mit optionalem ECC. Für Einstiegs- und Mittelklasse-PCs auf Basis von AMD-Prozessoren waren die Sockel Sockel 754 (einkanaliges Speicherinterface) und Sockel 939 (zweikanaliges Speicherinterface) vorgesehen. Die Athlon-FX-Serie wurde ab dem FX-55 ebenfalls auf Sockel 939 eingeführt, wodurch der Sockel 940 zum exklusiven Opteron-Sockel wurde.
Mit der Vorstellung des Opteron im neuen E-Stepping am 14. Februar 2005 wurde der HyperTransport-Link von 800 auf 1000 MHz angehoben, was allerdings nur mit den entsprechenden Prozessoren sowie einem passenden Mainboard-Chipsatz genutzt werden kann.
Der Sockel 940 wurde Mitte 2006 vom Sockel F als Standardsockel für alle Opteron-Prozessoren (ausgenommen der Opteron-1xx-Serien) abgelöst.